# Хайнрих Казимир II (Насау-Диц)
Хайнрих Казимир II фон Насау-Диц (на немски: Heinrich Kasimir II von Nassau-Dietz, на нидерландски: Hendrik Casimir II van Nassau-Dietz; * 18 януари 1657, Хага; † 25 март 1696, Леуварден) е немски имперски княз Насау-Диц (1664 – 1696) и щатхалтер на Фризия, Гронинген и Дренте в Нидерландия.

## Живот
Той е единственият син на княз Вилхелм Фридрих фон Насау-Диц (1613 – 1664) и нидерландската принцеса Албертина Агнес фон Орания-Насау (1634 – 1696), дъщеря на княз Фредерик Хендрик Орански, щатхалтерът на Нидерландската република.
Хайнрих Казимир наследява през 1664 г. баща си под опекунството на майка му. През 1689 г. той става фелдмаршал, оттегля се и умира след два месеца на 25 март 1696 г. на 39 години.
- Хайнрих Казимир II

## Фамилия
Хайнрих Казимир II се жени на 26 ноември 1683 г. в Десау за принцеса Хенриета Амалия фон Анхалт-Десау (1666 – 1726), дъщеря на княз Йохан Георг II фон Анхалт-Десау и Хенриета Катарина фон Насау-Орания. Те имат девет деца:
- Вилхелм Георг Фризо (1684 – 1685), наследствен принц на Насау-Диц
- Хенриета Албертина (1686 – 1754)
- Йохан Вилхелм Фризо (1687 – 1711), щатхалтер на Фризия и Гронинген, женен за Мария Луиза фон Хесен-Касел (1688 – 1765)
- Мария Амалия (1689 – 1771)
- София Хедвиг (1690 – 1734), омъжена на 27 май 1708 (развод 2 юни 1710) за херцог Карл Леополд фон Мекленбург (1678 – 1747), син на Фридрих фон Мекленбург
- Изабела Шарлота (1692 – 1757), омъжена на 15 април 1725 за княз Христиан фон Насау-Диленбург (1688 – 1739), син на Хайнрих фон Насау-Диленбург (1641-1701)
- Йохана Агнес (1693 – 1765)
- Луиза Леополдина (1695 – 1758)
- Хенриета Казимира (1696 – 1738)